# Elmurod Togʻayev
Elmurod Qalandarovich Togʻayev (* 14. November 1947 im Bezirk Ishtixon, Provinz Samarqand, Usbekische SSR, Sowjetunion) ist ein usbekischer Lehrer. 1973 absolvierte er die Nationale Universität Usbekistan und begann an weiterführenden Schulen im Bezirk (tuman) Ishtixon zu arbeiten. Seit 1997 ist er als Chemielehrer in einem Lyzeum tätig. Im Jahr 1996 wurde ihm der Orden „Für gesunde Generation“ der Stufe II verliehen. Seit 2001 trägt Elmurod Togʻayev den Ehrentitel „Volkslehrer der Republik Usbekistan“.
| Personendaten    | Personendaten                        |
| ---------------- | ------------------------------------ |
| NAME             | Togʻayev, Elmurod                    |
| ALTERNATIVNAMEN  | Togʻayev, Elmurod Qalandarovich      |
| KURZBESCHREIBUNG | usbekischer Chemielehrer in Ishtixon |
| GEBURTSDATUM     | 14. November 1947                    |
| GEBURTSORT       | Provinz Samarqand                    |